# Río Verde (Cile)
Río Verde è un comune del Cile della provincia di Magallanes nella regione di Magellano e dell'Antartide Cilena. Al censimento del 2012 possedeva una popolazione di 153 abitanti.

## Società

### Evoluzione demografica
| Censimento del 1992 | Censimento del 2002 |
| 335 ab.             | 358 ab.             |